# Distinción de matrícula de honor en Bachillerato
La distinción «Matrícula de Honor» en Bachillerato en España es una distinción que se concede a los alumnos que han finalizado el Bachillerato con el mejor expediente académico y con la nota media global más alta de su promoción.
Fue creada por el Gobierno de España en el año 2012. La distinción se concede sobre la nota media global obtenida en el Bachillerato (no a una asignatura concreta).
Tal como explicó el Gobierno de España, esta distinción "pretende reconocer el esfuerzo de aquellos alumnos que alcanzan unas calificaciones sobresalientes, vinculando el reconocimiento a una valoración global más que a cada una de las materias". Esta distinción se concede a la valoración global de Bachillerato (nota media global), no a las materias o asignaturas (a diferencia de en la universidad).

## La distinción «Matrícula de Honor» (2012)
Esta distinción fue creada por el Gobierno de España en el año 2012 en virtud de la Orden ECD/334/2012, de 15 de febrero, por la que se modifica la Orden ESD/3725/2008, de 12 de diciembre, sobre evaluación en Bachillerato en el ámbito de gestión del Departamento y se establece la distinción «Matrícula de Honor» en el segundo curso de bachillerato.
«Aquellos alumnos que después de la evaluación ordinaria de segundo de Bachillerato hayan obtenido en las calificaciones de este curso una nota media igual o superior a nueve podrán obtener la distinción de ‘‘Matrícula de Honor’’. Dicha distinción se concederá a un número no superior a uno por cada veinte alumnos o fracción resultante superior a quince del conjunto del alumnado matriculado en el centro educativo en segundo curso de Bachillerato.» Orden ECD/334/2012 del 15 de febrero.
En Bachillerato, la distinción «Matrícula de Honor» se concede al mejor expediente de toda la promoción, reconociendo el rendimiento académico del alumno premiado y conllevando un descuento en las tasas de la universidad del año posterior. La legislación establece que cada centro puede conceder una distinción «Matrícula de Honor» por cada veinte estudiantes (si un centro, en una promoción, tuviera entre 100-110 alumnos, serían 5 las Matrículas de Honor a repartir).
Los equipos docentes de Bachillerato son los encargados de decidir los alumnos a los que se concede esta Matrícula de Honor, si bien estarán sujetos a criterios previamente acordados y establecidos en el proyecto educativo de centro.
Obtener la distinción «Matrícula de Honor» puede suponer, a la finalización de los estudios, la obtención de los Premios Extraordinarios de Bachillerato, el acceso a las "Becas de Excelencia Académica" del Gobierno autonómico y a los Premios Nacionales de Bachillerato del Ministerio de Educación y Formación Profesional (previa solicitud de la persona interesada), que regula la Orden ECD/482/2018, de 4 de mayo, por la que se regulan los Premios Nacionales de Bachillerato.

## Efectos económicos
Obtener la distinción de «Matrícula de Honor» en el Bachillerato da derecho a la exención en el pago de la matrícula la primera vez que se acceda a la universidad (en el primer curso académico de la carrera universitaria).
El efecto fundamental y principal de la distinción de «Matrícula de Honor» en el Bachillerato es la bonificación en el precio de la matrícula. En el sistema universitario de España, en las universidades privadas como en las públicas toda titulación conlleva un importe económico. En el caso de las universidades públicas se denomina "precio público" y los precios de las matrículas son fijados anualmente por cada comunidad autónoma (véase, tasas universitarias en España). Por ello, el efecto de la matrícula de honor es la gratuidad (bonificación) del importe de la matrícula del primer curso académico universitario, sea una universidad privada o pública.

## Legislación en España
- Orden ECD/334/2012 del 15 de febrero (por la que se modifica la Orden ESD/3725/2008 de 12 de diciembre) sobre evaluación en Bachillerato en el ámbito de gestión del Departamento y se establece la distinción «Matrícula de Honor» en el segundo curso de Bachillerato.
- Orden ECD/482/2018, de 4 de mayo, por la que se regulan los Premios Nacionales de Bachillerato.